# Эргешов, Алтынбек Калдарович
Алтынбек Калдарович Эргешов (кирг. Алтынбек Калдарович Эргешов; род. 29 марта 1972, Узген, Ошская область, Киргизская ССР) — киргизский государственный и политический деятель. Мэр города Токмак с 25 июня 2025 года.